# التسلسل الزمني للاستكشاف الأوروبي

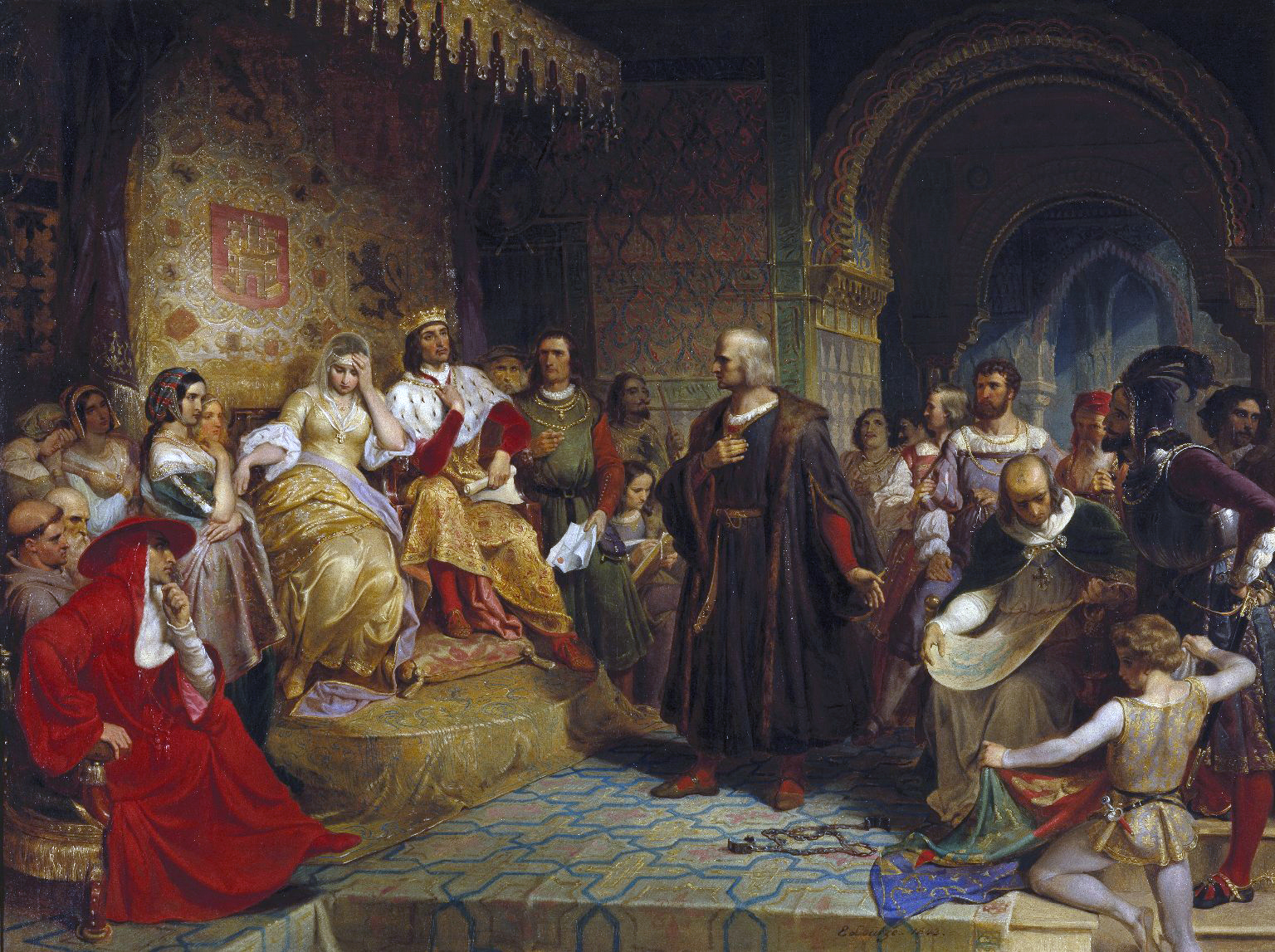
كولومبوس أمام الملكة(1843) ,إيمانويل لوتز.

هذا المقال عن التسلسل الزمني لحقبة الاستكشاف الأوروبي ابتداءا من 1418 وحتى 1957.

## القرن الخامس عشر

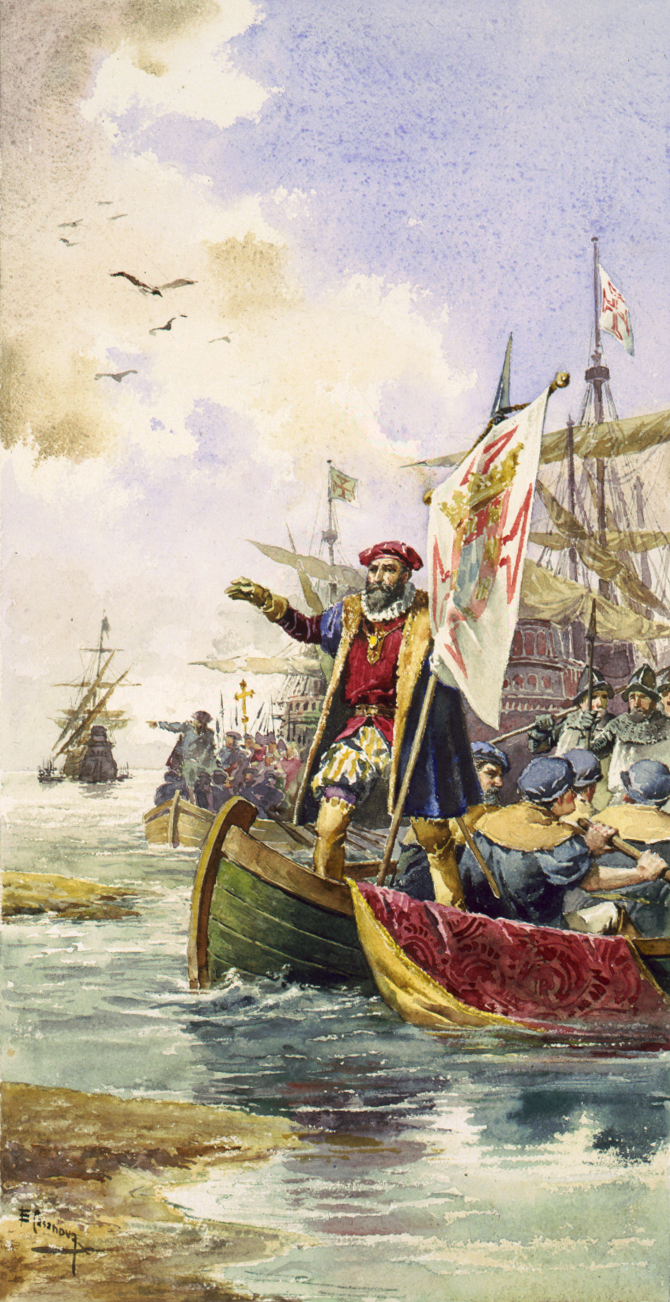
فاسكو دي غاما يصل إلى كالكوتا، رسم لإرنستو كازانوفا 1880.

- 1418 – خواو غونزاليس زاركو وتريستشاو فاز تيكسيرا يكتشفان بورتو سانتو.[1]
- 1419 – غونزاليس وفاز يكتشفان ماديرا.[1]
- 1427 – ديوغو دي سيلفيس يكتشف الأزور.[1]
- 1434 – جيل إينيز يعبر كابو دي نياو ورأس بوجدور.[2]
- 1444 – دينيس دياز يصل مصب نهر السنغال.[3]
- 1446 – البرتغاليون يصلون الرأس الأخضر ونهر غامبيا.[3]
- 1456 – ألفيز كاداموستو وديوغو غوميز يكتشفان حزر الرأس الأخضر.[1]
- 1460 – بيدرو دي سانترا يصل سيراليون.[1]
- 1470 – رأس بالماس تم عبوره.[3]
- 1472 – فيرناندو بو يكتشف بيوكو.[4]
- 1473 – لوبيز غونسالفيس أول من يعبر الإكوادور.[3][4]
- 1474–75 – روي دي سيكويرا يكتشف ساو تومي وبرينسيب.[4]
- 1482 – ديوغو كاو يصل إلى نهر الكونغو.
- 1488 – بارتولوميو دياز أبحر حول «رأس العواصف» (رأس الرجاء الصالح).[4]
- 1492 – كريستوفر كولومبوس يكتشف البهاماس، كوبا، وهيسبانيولا.[5]
- 1493–94 – كولومبوس يكتشف دومينيكا وغوادالوب، من بين جزر أخرى في جزر الأنتيل الصغرى، كما اكتشف بورتو ريكو وجامايكا.[5]
- 1497 – جون كابوت يكتشف نيوفندلاند.[6]
- 1497–98 – فاسكو دا غاما يبحر إلى الهند ثم يعود.[3]
- 1498 – كولومبوس يكتشف البر الرئيسي لأمريكا الجنوبية.[5]
- 1499 – أمريكو فسبوتشي يكتشف مصب نهر الأمازون، الذي يقع شمال البرازيل.[7]

## القرن السادس عشر
يعد القرن السادس عشر والقرن الذي يسبقه مقدمة واساس لعصر النهضة. فهما إذا يشكلان بدء نقل الإنسان في القارة الاوربية من مرحلة التلقي الاصم إلى مرحلة استكشاف الاكوان والعوالم حيث تحرر الإنسان في عصر النهضة من هيمنة الكنيسة بوصفها الوسيط بين الإنسان والسماء وبوصفها المرفأ لشتى العلوم والمعارف والاوامر. حتى بدأ عصر النهضة ولا عجب أن أطلق علي هذه العصور بعصور النهضة والتنوير. وبدأت بمعرفة حقيقة الكون وتجلى لهم ذلك واضحا بما اكتشفه كوبرنيكوس ونيوتن من كروية الأرض والجاذبية والكواكب السًيارة وهلمٌ جرا. نتج عن جل هذا السيل من المعرفة إلى حدوث اختلال وتضاد بين من غرس فيهم ومااكتشفوه من حقائق بقي الإنسان شادقا فاه حائرا. فانتقلت به الشعوب من تمجيد الكنيسة والدين إلى الأنسان. هذه الفجوة شكلت فيما تلى بذرة للحقائق وتعدد مصادر المعرفة هي الوسم الذي نستطيع ان نوسمه لهذا العصر فلا نعدو الصواب ان نحن قلنا بأنه طور انتقال الإنسان من تصلب العقل إلى مصادر شتى قد وهبها الله كانت سببا لتحريره الا وهي العقل والحس. ففتح بذلك نافذة إلى النور وعبر من قيود جهله واسره الفكري إلى وهج المعرفة فعدا
فعدوا فيها عدوا لم يخبت إلى يومنا هذا.لقد كان كل شيء في أوروبا ما قبل النهضة في خدمة الكنيسة، الفكر والعلم والفن والفلسفة، وكانت الكلمة الأولى والقول الفصل لرجال الدين المسيحيين أولاً وأخيراً. وبين أوروبا النهضة حيث التقدم والحداثة والتنوير والثورة الصناعية والعلم والمعرفة والفن والليبرالية والفكر الديموقراطي والتوجه الإنساني.

أن أول ما ابتدأت به النهضة في أوروبا كانت ثورة معرفية وعلمية والذي سبقت الإصلاح الديني، وكان ذلك بفضل الثورة العلمية التي دعت للتصحيح والإصلاح والتغيير، حيث كان لنظرية كوبرنيكوس (1) العلمية في علم الفلك الأثر الكبير على تغيير فكر أوروبا ومنطقها الأرسطي (2) العقيم الذي ساد لقرون طويلة، والتي أطاحت بالتفكير الديني الكنسي التقليدي غير العلمي، نظرية كوبرنيكوس التي اعتبرت أن الشمس هي مركز المجموعة الشمسية وأن الأرض ما هي الا كوكب من ضمن الكواكب التي تدور حول الشمس.

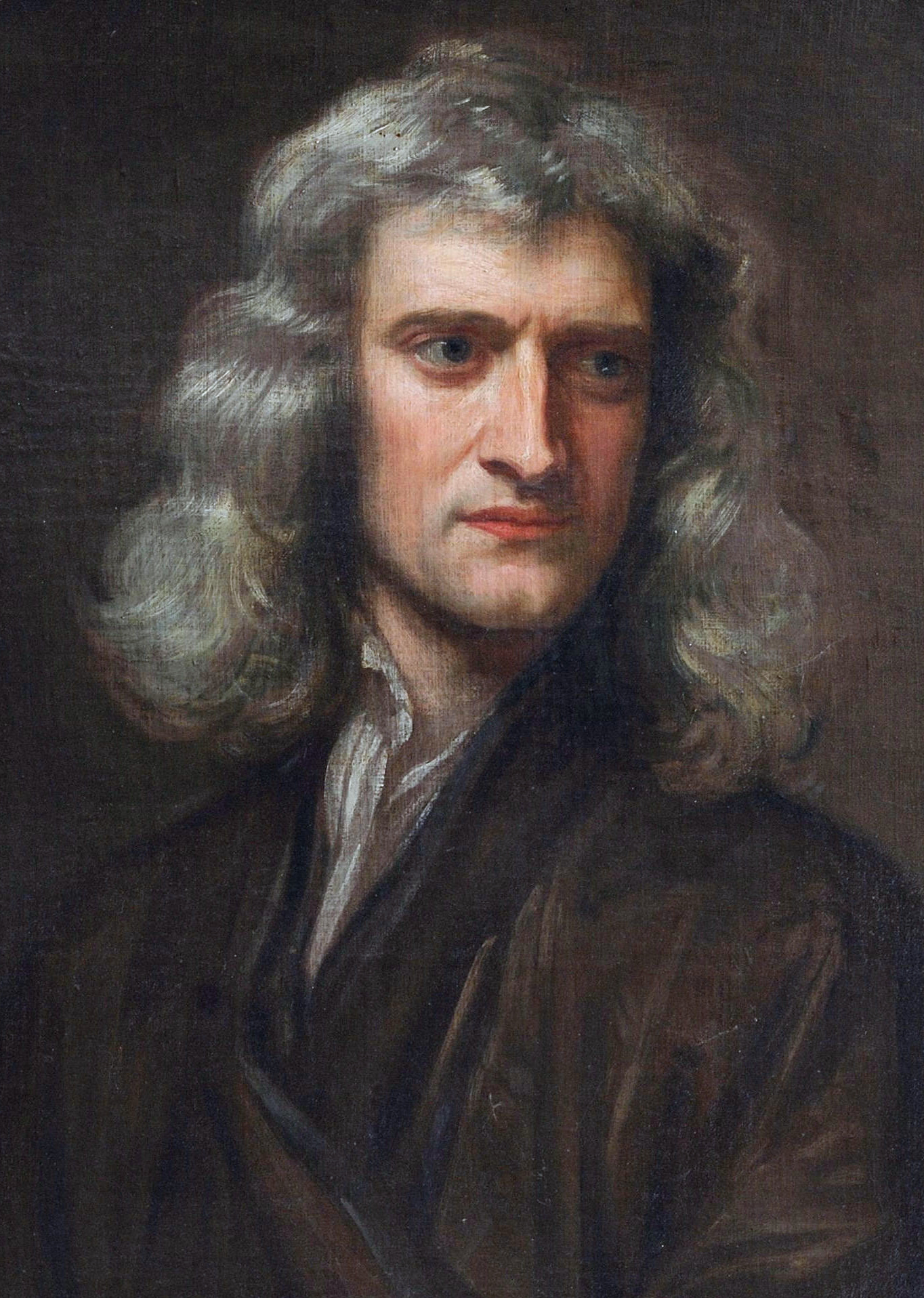
اسحاق نيوتن

## القرن السابع عشر
القرن السابع عشر ظهرت كل من نظريات واكتشافات اسحاق نيوتن العلمية واكتشافات غاليلو قبله وكذلك كوبر نيكوس عن العلم والكون كل هذا ادى إلى ابتداء ضهور الربوبية وكانت سمة القرن 17هو النقد الساخر لكل شيء وخاصة رجال الكنيسة وكان ذلك في فرنسا أكثر من في انكلترا وسبب ذلك كله هو ان الاكريلوس أو رجال الكنيسة واستيلائهم على السياسة وتشويه الدين الحقيقي وجهل الغرب للدين الحقيقي حيث كانت الكنيسة مصدر معلوماتهم الوحيد وظهور العلم ونضرياته كشفت لهم اختلال كلام رجال الكنيسة كان ذلك سبب التحول الذي حدث، ما اكتشفه نيوتن ونيكولاس كوبرنيكوس كان سببا في هدم صرح الكنيسة الشاهق الذي سعت جاهدة لبناءه فهم بما اكتشفوه في ميادين الطبيعة قد تحرروا ليس فقط من الاغلال التي طوقت فكرهم فحسب بل ان تاثير هذا وبذرته نال حضوته وغمر الارجاء في أوروبا والعالم وبدا جلًيا فيما تلى ولو تأتى لنا أن نضع له صبغة ستكون صبغة العلم لاريب وباكتشافاتهم كانت ركيزة الصروح الشاهقة التي بنيت فيما تلى حيث كان هذا اشبه ما يكون سبقا وسبلا وفتوحا في مجالات شتى منها العلم والفلسفة وقادها باروخ سبيموزا.وتوجت جهودهم كلها بحركة التأليف والترجمة التي عمت الأمصار فما اكتشف في إيطاليا على يد غاليلو سرعان ما وجد صداه في فرنسا وما نتج في انكلترا وجد له اثرا في إيطاليا أي ان الكتابة والتاليف كانت لا تقيدها حدود ومسافات وانما عابرة للشطآن تخاطب الالباب فكل ينتفع ويسعى ليكتشف المزيد فكان نهما ولكنه نهما في ميادين العلم.

## القرن الثامن عشر

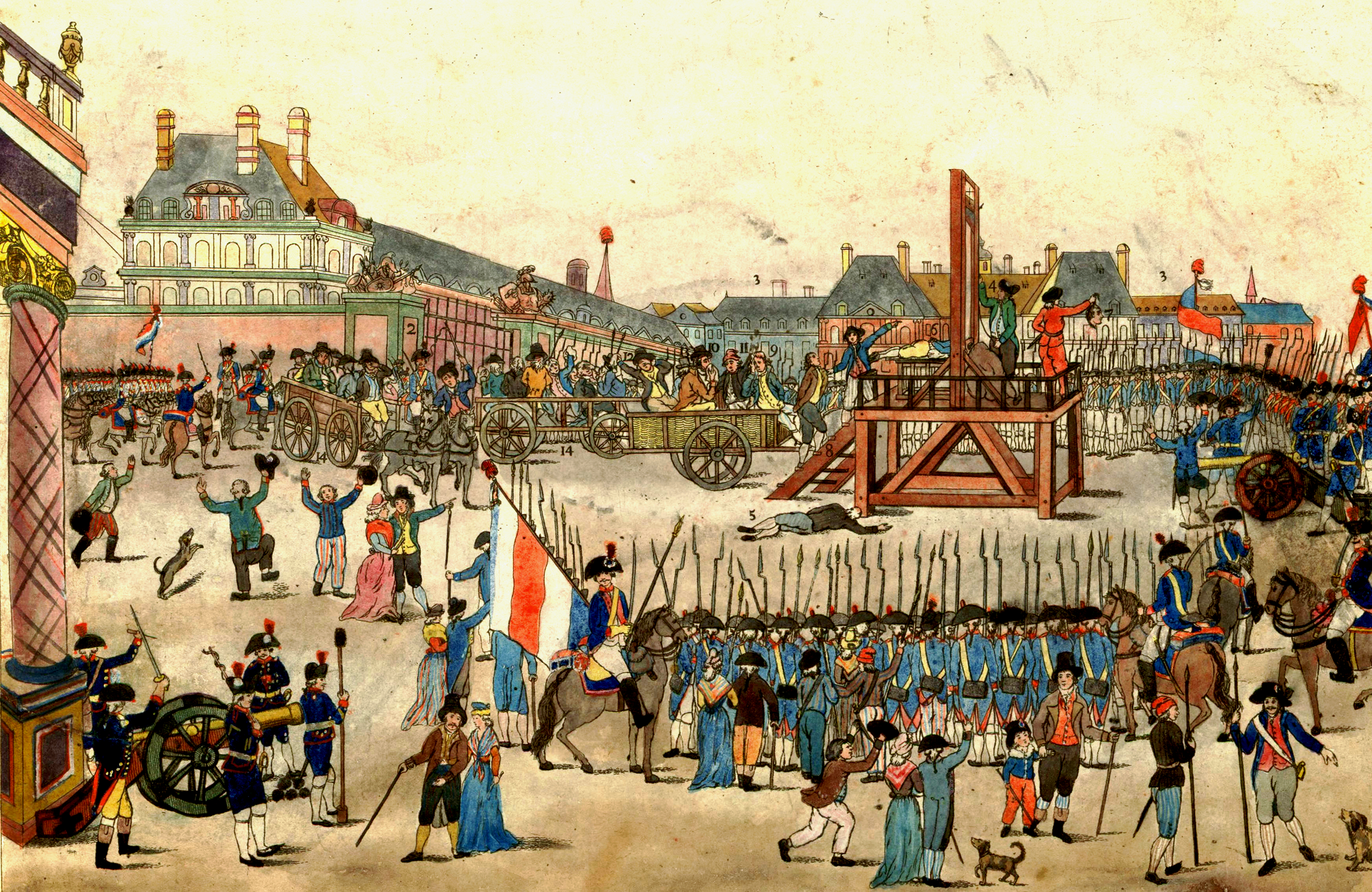
عدام روبسبير وأنصاره في 28 يوليو 1794.

القرن الثامن عشر هو البذرة التي نتجت جراء عصر النهضة وكل ما سبقه حيث وجدت افكار الفلاسفة وما ابدوه من ثورات العقل والعلماء وثورتهم العلمية التي اثرت واثمرت في الالباب بل انها كانت سببا لسطوة جديدة عوضا عن سطوة الكنيسة الا وهي سطوة العقل. وقد قادها الكثير ومن ابرزهمفي عصرنا الذي نتحدث عنه هو فولتير في فرنسا وما ثارته فلسفته التهكمية لكل ما هو قائم وديكارت وغيرهم قد شجعت العوام لفك قيود واغلال رجال الكنيسة ونظام الحكم. جاءت بعد ذلك الثورة الفرنسية في نهاية القرن الثامن عشر وقد وصفها لوكسمبرغ بأنها المنعطف الاشد تأثيرا آنذاك وكانت تشكل ليس نهاية حقبة الدين فقط بل أيضا الخاتمة لرجال عصر التنوير وكانت أسبابها هي التهيئة الفكرية من قبل الفلاسفة لمئة عام كاملة مع أنهم لم يدعوا في كتابتهم إلى ثورة وكانت ثقافتهم ارستقراطية طبقية وكان فولتير على سبيل المثال يصف العامة بالاوباش....وكذلك من الاسباب هي الازمة الاقتصادية وازمة الطبقية....أي ان الفلاسفة كان دورهم في هدم المعوقات امام الإنسان وهدم قدسية الكنيسة والحق الإلهي للملوك فجاءت الازمة الاقتصادية وحدثت الثورة والانسان مهيء لها.كتبت موسوعة دائرة المعارف الفرنسية في القرن الثامن عشر«سايكلوبيديا» وشارك بكتابتها120كاتبا ومفكرا وفيلسوفا آنذاك وهي كانت حدث مهم جدا وقد وصفت بأنها ثورة سبقت الثورة الفرنسية

## القرن التاسع عشر
جاء بعد ذلك العصر الرومانتيكي الذي كان مضاد لعصر التنوير كونه عصر جمالي حسي خالي من النفعية التي جردت الكون من الحس والروح..فصارت نفعية التي اتسم بها عصر التنوير.وإذا كان عصر التنوير هو عصر النثر فان العصر الرومانتيكي هو عصر الشعر
جاء بعد ذلك القرن التاسع عشر وفلاسفته مثل هيغل صاحب التاثير الفلفسي الأكبر وتلميذه اليساري كارل ماركس وايضا دارون ونظريته التي ادت إلى الشيوعية ونيتشه كان من اشد المتاثرين بنظرية دارون.لكن نيتشه كان ينتقد الذين يتاثر بهم اشد التاثر..فهذه كانت طريقته..المهم ان فلسفة نيتشة ادت إلى الامبريالية كونه اسقط مركزية الإنسان التي تاستت بالقرن السابق.مثلما اسقطوا هم مركزية الاله قبل ذلك..كون نيتشه كان يؤمن بالقوة وهي مستلهمة من فكرة البقاء للاصلح عند دارون وكذلك هي الامبريالية

## القرن العشرين
- 1911 أدت الحرب العثمانية الإيطالية في سبتمبر إلى الغزو الإيطالي لليبيا.
- 1911 أطاحت ثورة شينهاي في أكتوبر بسلالة تشينغ الحاكمة في الصين وتقضي على أكثر من ألفي عام من الحكم الإمبراطوري للبلاد.
- 1911 أزمة أغادير أزمة عالمية نتجت عن منافسة القيصرية الألمانية لفرنسا وإسبانيا في  المغرب وانتهت بحصول ألمانيا على جزء من الكونغو  مقابل تخليها عن المغرب لكل من فرنسا وإسبانيا.
- 1912 أعلان قيام جمهورية الصين في يناير ويُعد سون يات سين أول رئيس للصين ومؤسس الكومينتانغ.
- 1912 أعلان الحماية الفرنسية على المغرب في مارس.
- 1912 اندلاع حرب البلقان الأولى بين الدولة العثمانية ودول اتحاد البلقان  وهي بلغاريا  وصربيا واليونان والجبل الأسود في أكتوبر
- 1912 احتلال الولايات المتحدة لنيكاراغوا جزء من حروب الموز.
- 1913 أدي الانقلاب العسكري العثماني 1913 في يناير إلى الإطاحة بالصدر الأعظم كامل باشا من السلطة وتولى أنور باشا السلطة.
- 1913 انتهاء ولاية رئيس الولايات المتحدة ويليام هوارد تافت في مارس وأنتخب خلفه وودرو ويلسون.
- 1913 انتهت حرب البلقان الأولى بعد خسارة الدولة العثمانية لغالبية أراضيها في أوروبا بتوقيع

معاهدة لندن في مايو التي اقرت استقلال وقيام دولة ألبانيا.
- 1913 اندلاع حرب البلقان الثانية بين بلغاريا من جهة وصربيا واليونان ورومانيا والجبل الأسود والدولة العثمانية من جهة أخرى.وانتهت الحرب بتوقيع معاهدة بوخارست في أغسطس.
- 1914 اغتيال الأرشيدوق النمساوي فرانز فرديناند في سراييفو في يونيو مما أدى لقصف الإمبراطورية النمساوية المجرية لصربيا فأعلنت الإمبراطورية الروسية التعبئة ومن ثم اندلاع الحرب العالمية الأولى بأعلان القيصرية الألمانية الحرب علي الإمبراطورية الروسية وسرعان ما استقطبت التحالفات المتشابكة جميع القوى الأوروبية فتدخلت فرنسا والمملكة المتحدة لدعم روسيا.
- 1914 أعلان الحماية البريطانية على مصر في ديسمبر بعد عزل الإنجليز الخديوي عباس حلمي الثاني وتنصيب عمه حسين كامل سلطانا.
- 1915 احتلال الولايات المتحدة لهايتي.
- 1915 الإبادة الجماعية للأرمن في الدولة العثمانية.
- 1915 توقيع إتفاقية لندن إتفاق سري بين إيطاليا ودول الوفاق الثلاثي أدي لتدخل إيطاليا الي جانب الحلفاء في الحرب العالمية الأولى.
- 1916 أطلق الجمهوريون الأيرلنديون ثورة عيد الفصح لإنهاء الحكم البريطاني في أيرلندا.
- 1916 بدء عصر أمراء الحرب في الصين.
- 1916 تولي ديفيد لويد جورج رئيس وزراء المملكة المتحدة خلفا لإتش إتش أسكويث.
- 1916 بدء الثورة العربية الكبرى في يونيو ثورة مسلحة بدأت في الحجاز بقيادة الشريف الحسين بن علي ضد الدولة العثمانية.
- 1917 اندلاع الثورة الروسية في فبراير التي قضت علي الإمبراطورية الروسية وبداية الحرب الأهلية الروسية.
- 1917 انضمت الولايات المتحدة الأمريكية إلى الحلفاء في الحرب العالمية الأولى في أبريل.
- 1917 اندلاع الثورة البلشفية في روسيا في أكتوبر قادها البلاشفة بقيادة فلاديمير لينين  وقائد الجيش الأحمر ليون تروتسكي وأدت لإقامة جمهورية روسيا الاتحادية الاشتراكية السوفيتية.
- 1917 أنتهت معركة غزة الثالثة بانتصار جيش المملكة المتحدة علي الدولة العثمانية وضم غزة للانتداب البريطاني في نوفمبر. .
- 1917 اصدرت حكومة المملكة المتحدة في نوفمبر وعد بلفور لأنشاء وطن قوميّ للشعب اليهوديّ في فلسطين.
- 1917 بدء الحرب الأوكرانية السوفييتية في ديسمبر.
- 1918 وقعت معاهدة بريست ليتوفسك في مارس بين الحكومة البلشفية الجديدة في روسيا ودول المحور (القيصرية الألمانية، الإمبراطورية النمساوية المجرية، بلغاريا، الدولة العثمانية). أنهت هذه المعاهدة مشاركة روسيا في الحرب العالمية الأولى.
- 1918 معركة أميان في أغسطس هي البداية لهجوم الحلفاء الذي عُرف  بهجوم المائة يوم  الذي أنهى الحرب العالمية الأولى بهزيمة القيصرية الألمانية.
- 1918 أعلان قيام جمهورية تشيكوسلوفاكيا رسمياً في أكتوبر نتيجة اتحاد خمسة مناطق مستقلة عن الإمبراطورية النمساوية المجرية
- 1918 أنهت هدنة مودروس